# Polícia 24h
Polícia 24h (Polícia 24 Horas) é um reality show brasileiro que mostra a vida e os bastidores das ações políciais realizadas pela Polícia Militar de São Paulo, de criação da produtora Cuatro Cabezas com a Rede Bandeirantes e o canal por assinatura A&E.
Polícia 24h é a versão nacional do programa COPS, aqui exibido pela truTV.

## Trajetória
A Band, em um comercial, informou sobre uma nova temporada do Polícia 24h em 2013, entretanto sendo filmado no Rio de Janeiro mostrando ações da sua Polícia Militar.
A partir de setembro de 2013, as ações da Polícia Militar da Bahia também passaram a ser acompanhadas em episódios. No início de 2014, a Polícia Militar do Espírito Santo ganha espaço no reality e em julho do mesmo ano, a Polícia Militar de Santa Catarina passa a ter as ações mostradas no reality. No dia 12 de setembro, a Brigada Militar do Rio Grande do Sul entra na grade de exibições.
Em dezembro de 2014, o reality sai do ar na Band, mas retornou em 2015 como um tapa-buraco da emissora e exibindo reprises de casos antigos.

## Reformulação
Em 24 de março de 2016, o reality obteve uma nova temporada, e com novidades: agora, o programa vai percorrer o Brasil inteiro, pra mostrar as ações dos policiais de todos os 27 estados.
A partir daquela temporada, a sua produção foi transferida da Eyeworks para a Shed Media, pertencente a Warner Bros..

## Sinopse
Câmeras permanentes são testemunhas do trabalho dos profissionais no momento em que são acionados. Sem maquiagem, nem atores, nem histórias fictícias; os protagonistas de "Polícia 24h" são a comunidade e a polícia, ambos personagens de um seriado onde, apesar de o objetivo ser o bem estar geral, a história nem sempre termina bem.
O programa também propõe um registro fiel do trabalho da polícia; o que seus integrantes fazem nos tempos livres e como é a sua relação com a família, população e colegas de trabalho.
Oferece ainda um panorama da polícia, desde o começo da carreira de um policial até o momento em que ele se aposenta e deixa de exercer a função depois de tantos anos. Cada um deles faz parte de uma família, sempre à espera de que o melhor aconteça.

## Instituições policiais
- PMESP Primeira Instituição protagonista, presente da 1ª a 6ª temporada.
  - Força Tática
  - Rondas Ostensivas Tobias Aguiar PMESP
  - Ronda Ostensiva com Apoio de Motocicletas PMESP
  - Batalhões da Polícia Rodoviária PMESP
  - 2.º Batalhão de Polícia de Choque (PMESP)
  - Polícia Rodoviária do Estado de São Paulo (PMESP)
  - 2º Batalhão de Polícia Rodoviária
  - Grupo de Ações Táticas Especiais (PMESP)

- PMBA Foi a segunda Instituição a protagonizar a serie, esteve presente em um episodio especial (Carnaval da Bahia) na terceira temporada (2013), porém entrou regularmente na serie a partir da 5ª temporada ate a atual (2016).
  - Batalhão Especial de Policiamento em Eventos
  - Companhia Independente de Policiamento Especializado na Caatinga

- PMERJ Terceira Instituição a protagonizar a serie, presente da 4ª temporada (2013) ate a atual (2016).
  - Unidade de Polícia Pacificadora (PMERJ)
  - Grupamento Especial de Policiamento em Estádios (PMERJ)
  - Batalhão de Polícia de Choque (PMERJ)
  - Grupamento Tático de Motociclistas (PMERJ)
  - Comando de Policiamento Ambiental

- PMSC Foi uma das instituições que protagonizaram a 5ª e a 6ª temporadas.
- PMES Instituição presente a partir da 5ª temporada até a temporada de 2016.
- BMRS Instituição presente nas 5ª e 6ª temporadas.
- PMSE Presente na temporada de 2016.
- PMMS Presente na temporada de 2016.
- PMAM Presente na temporada de 2016.
- PMAC Presente na temporada de 2016.
- PMDF Presente na temporada de 2016.
- PMPB Presente na temporada de 2016.
- PMRR Presente na temporada de 2016.

## Cidades filmadas
São Paulo (PMESP)
- São Paulo, SP
- Avaré, SP
- Osasco, SP
- Campinas, SP
- Guarulhos, SP
- Franco da Rocha, SP
- Bauru, SP
- Carapicuiba, SP
- São Bernardo do Campo, SP
- São José do Rio Preto, SP
- Guarujá, SP
- Praia Grande, SP
- Itanhaém, SP
- Ribeirão Preto, SP
- Batatais, SP
- Santo André, SP
- São José dos Campos, SP
- Sorocaba, SP
- Santos, SP
- São Vicente, SP
- Bragança Paulista, SP
- Itu, SP
- Jundiaí, SP
- Itaquaquecetuba, SP
- Porto Ferreira, SP
- Catanduva, SP
- Hortolândia, SP
- Sumaré, SP
- Marília, SP
- Morro Agudo, SP
- Registro, SP
- Diadema, SP
- Cruzeiro, SP
- Jaú, SP
- Araçatuba, SP
- Mirassol, SP
- Itapeva, SP
- São Carlos, SP
- Cubatão, SP
- Rio Claro, SP
- Piracicaba, SP
- Santa Bárbara d'Oeste, SP
- Americana, SP
- Pres. Prudente, SP
- Boituva, SP
- Jacareí, SP
- Ourinhos, SP
- Serra Negra, SP
- Jandira, SP
- Franca, SP
- Ferraz de Vasconcelos, SP
- Limeira, SP
- Botucatu, SP
- Atibaia, SP
- Barueri, SP
- Espírito Santo do Pinhal, SP
- Itapevi, SP
- Nova Granada, SP
- Pirapozinho, SP
- Tapiraí, SP
- Amparo, SP
- Caraguatatuba, SP
- Sertãozinho, SP
- Mogi Guaçu, SP
- Rancharia, SP
- Votorantim, SP
- Votuporanga, SP
- Assis, SP
- Barretos, SP
- Caçapava, SP
- Taubaté, SP
- Arujá, SP
- São Caetano do Sul, SP
- Garça, SP
- Salto, SP

 Rio de Janeiro (PMERJ)
- Rio de Janeiro, RJ
- Niterói, RJ
- Volta Redonda, RJ
- Petrópolis, RJ
- Resende, RJ
- Cabo Frio, RJ
- Araruama, RJ
- Barra do Piraí, RJ
- São Gonçalo, RJ
- Belford Roxo, RJ
- Nova Iguaçu, RJ
- Duque de Caxias, RJ
- Queimados, RJ
- Magé, RJ

 Bahia (PMBA)
- Salvador, BA
- Camaçari, BA

 Espirito Santo (PMES)
- Vitória, ES
- Guarapari, ES
- Serra, ES
- Cariacica, ES
- Vila Velha, ES

 Santa Catarina (PMSC)
- Florianópolis, SC
- Itajaí, SC
- Joinville, SC
- Camboriú, SC
- Garuva, SC
- São José, SC
- Criciúma, SC
- Balneário Camboriú, SC
- Jaraguá do Sul, SC

 Rio Grande do Sul (BMRS)
- Porto Alegre, RS

 Sergipe (PMSE)
- Aracaju, SE
- Itabaiana, SE

 Amazonas (PMAM)
- Manaus, AM

 Mato Grosso do Sul (PMMS)
- Campo Grande, MS

 Acre (PMAC)
- Rio Branco, AC
- Sena Madureira, AC

 Distrito Federal (PMDF)
- Brasília, DF
- Ceilândia, DF
- Paranoá, DF
- Gama, DF
- Taguatinga, DF
- Águas Lindas de Goiás, GO
- Planaltina, DF
- Guará, DF
- Lago Norte, DF
- Samambaia, DF
- Itapoã, DF
- Sobradinho, DF
- São Sebastião, DF

 Paraíba (PMPB)
- João Pessoa, PB

 Roraima (PMRR)
- Boa Vista, RR

## Audiência
O programa costumava a atingir o terceiro lugar na medição do IBOPE para a Região Metropolitana de São Paulo. Atualmente a audiência do programa gira em torno de apenas 3 pontos. Seu recorde foi em 21 de outubro de 2010 quando mostrou pela primeira vez a ação dos políciais das Rondas Ostensivas Tobias Aguiar, na ocasião atingiu 7 pontos de média e 10 pontos de pico.

## Reprises
Em  19 de março de 2015, o realty show policial passou a ser reprisado todas as quinta-feiras no mesmo horário que ocorriam as exibições originais, após a baixa audiência das séries que o substituíram.
Em 28 de abril também passou a tapar buracos nas noites de terça feira.
Voltará pela segunda vez em 2020 no horário nobre da Band.

## Direção
- Pablo Mazover (2010)
- Mariano Feijoo (2010)
- Juan Jose Buezas (2010 - 2014)
- Maxi Garcia Solla (Desde 2016)